# 신민당 (1960년)

대한민국의 시계열적 정당 지도

신민당은 제2공화국 당시 존재했던 대한민국의 정당이다. 1960년 11월 15일에 등록되었으며 1961년 2월 20일에 결당대회를 치렀다.

## 과정
민주당의 신구파는 이미 제1공화국 내내 갈등을 빚고 있었다. 한국민주당, 민주국민당 때부터 활동해온 구파와 자유당이나 무소속 출신으로 민주당 창당 때 반독재 기치 아래 합류한 신파는 당권 경쟁, 대선 후보 선출, 개헌 문제 등 중요한 문제마다 치열한 대립을 보였다. 그런 가운데 치러진 7·29 총선거에서는 공천 문제를 두고 내홍이 심해져, 상당수 지역구에서 결국 공천을 받지 못한 후보가 독자 출마해 결국 두 파벌의 후보가 둘 다 출마할 정도였다. 이 즈음 구파는 분당론을 처음 제기하기 시작했다.
총선 후 분열은 가속화되어 8월 4일, 구파는 유진산 의원을 통해 성명을 내고 분당을 선언하기에 이르렀다. 같은 성명에서 구파는 분당의 이유로 일당 독재로의 회귀를 막기 위해 건전한 야당이 필요하다고 주장하였다. 이는 민주당 지도부 및 국회의원 당선자 비율에서 신파에게 수적으로 밀린 구파가, 당내에서 신파와 경쟁해봐야 승산이 없다는 계산에서 나온 것으로 보여졌다. 신파는 대통령은 구파, 총리는 신파로 하자는 안배론을 밀고 있었는데, 대통령과 총리 모두 구파에서 차지해야 한다는 구파의 주장은 신파가 수가 더 많은 상무위원회나 의원총회에서 논의할 경우 꼼짝없이 신파 주장대로 따라가야 한다는 것이다.

## 제5대 민의원 및 초대 참의원 당선자 대회
신구파는 국회의원 당선자 대회도 따로 열었는데, 각 계파는 기차역에서 기다리다가 초선 의원들을 마중나가 사실상 납치하듯 데려오기까지 하며 머리수 대결을 벌였다. 그 결과 8월 6일 종로 대명관에서 열린 신파 측 당선자 대회엔 민의원의원 당선자 75명, 참의원의원 당선자 10명 등 85명이 참석했으며, 같은 날 시청 앞 아서원에서 열린 구파 측 당선자 대회엔 민의원의원 당선자 83명, 참의원의원 당선자 12명 등 95명이 참석했다. 구파는 또한 백남억, 박준규, 권중돈, 김광준, 강승구, 최해용, 전석봉 등 7명은 미리 불참 통고를 보냈다고 밝혔다. 신파는 한근조, 류성권, 김재곤, 장면, 곽상훈, 이상면, 김동욱, 박순천, 조일재, 서정귀, 태완선, 김광준, 전석봉, 황인원, 류진, 김채용, 최해용, 이민우 등 15명이 미리 불참 통고를 했다고 밝혔으나, 이 중엔 사실 구파 대회에 참석 중인 사람도 있었다.
| 이름   | 지역구                     | 비고                |
| ------ | -------------------------- | ------------------- |
| 김동명 | 참·서울 1부                |                     |
| 전용순 | 참·서울 2부                |                     |
| 하상훈 | 참·경기 2부                |                     |
| 김용성 | 참·경기 2부                |                     |
| 정순응 | 참·강원 1부                |                     |
| 김진구 | 참·강원 2부                |                     |
| 송필만 | 참·충북 1부                |                     |
| 박찬희 | 참·충북 2부                |                     |
| 소선규 | 참·전북 1부                |                     |
| 조국현 | 참·전남 1부                |                     |
| 이원만 | 참·경북 2부                |                     |
| 강재량 | 참·제주 1부                |                     |
| 윤보선 | 민·서울 종로구 갑          |                     |
| 민관식 | 민·서울 동대문구 갑        |                     |
| 이영준 | 민·서울 동대문구 을        |                     |
| 홍용준 | 민·서울 성동구 을          |                     |
| 서범석 | 민·서울 성북구             |                     |
| 김도연 | 민·서울 서대문구 갑        |                     |
| 김산   | 민·서울 서대문구 을        |                     |
| 홍길선 | 민·경기 수원시             |                     |
| 유광렬 | 민·경기 고양군             | 낙천 후 무소속 당선 |
| 신하균 | 민·경기 광주군             | 낙천 후 무소속 당선 |
| 강영훈 | 경기 양주군 갑             |                     |
| 허혁   | 민·경기 연천군             |                     |
| 이병헌 | 민·경기 평택군             | 낙천 후 무소속 당선 |
| 황인원 | 민·경기 파주군             |                     |
| 손치호 | 민·경기 옹진군             | 낙천 후 무소속 당선 |
| 신인우 | 민·강원 정선군             |                     |
| 최경식 | 민·강원 삼척군             |                     |
| 이민우 | 민·충북 청주시             |                     |
| 신정호 | 민·충북 청원군 갑          |                     |
| 김창수 | 민·충북 청원군 을          |                     |
| 박기종 | 민·충북 보은군             |                     |
| 신각휴 | 민·충북 옥천군             |                     |
| 민장식 | 민·충북 영동군             |                     |
| 이충환 | 민·충북 진천군             |                     |
| 진형하 | 민·충남 대전시 을          |                     |
| 김천수 | 민·충남 논산군 갑          |                     |
| 윤담   | 민·충남 논산군 을          |                     |
| 이종순 | 민·충남 부여군 을          |                     |
| 안만복 | 민·충남 서산군 을          |                     |
| 박준선 | 민·충남 당진군 을          |                     |
| 홍춘식 | 민·충남 천안군 갑          |                     |
| 이상돈 | 민·충남 천안군 을          |                     |
| 유청   | 민·전북 전주시 갑          |                     |
| 김판술 | 민·전북 군산시             |                     |
| 이춘기 | 민·전북 이리시             |                     |
| 유진산 | 민·전북 금산군             |                     |
| 라용균 | 민·전북 정읍군 갑          |                     |
| 류진   | 민·전북 고창군 갑          |                     |
| 김상흠 | 민·전북 고창군 을          | 낙천 후 무소속 당선 |
| 조한백 | 민·전북 김제군 갑          |                     |
| 윤제술 | 민·전북 김제군 을          |                     |
| 양일동 | 민·전북 옥구군             |                     |
| 조규완 | 민·전북 익산군 갑          |                     |
| 정성태 | 민·전남 광주시 갑          |                     |
| 김용환 | 민·광주시 을               | 낙천 후 무소속 당선 |
| 이필선 | 민·전남 광주시 병          |                     |
| 정재완 | 민·전남 여수시             |                     |
| 윤형남 | 민·전남 순천시             |                     |
| 김동호 | 민·전남 담양군             |                     |
| 윤추섭 | 민·전남 곡성군             |                     |
| 고기봉 | 민·전남 구례군             |                     |
| 김석주 | 민·전남 광양군             |                     |
| 김우평 | 민·전남 여천군             |                     |
| 박형근 | 민·전남 고흥군 갑          |                     |
| 이정래 | 민·전남 보성군             |                     |
| 고영완 | 민·전남 장흥군             |                     |
| 김채용 | 민·전남 해남군 을          |                     |
| 김옥형 | 민·전남 무안군 갑          |                     |
| 유옥우 | 민·전남 무안군 을          |                     |
| 정문채 | 민·전남 나주군 갑          |                     |
| 이경   | 민·전남 나주군 을          |                     |
| 김의택 | 민·전남 함평군             |                     |
| 조영규 | 민·전남 영광군             |                     |
| 김병수 | 민·전남 장성군             |                     |
| 장영모 | 민·경북 대구시 기          |                     |
| 문명호 | 민·경북 군위군             |                     |
| 오상식 | 민·경북 의성군 갑          | 낙천 후 무소속 당선 |
| 박해충 | 민·경북 안동군 을          |                     |
| 심길섭 | 민·경북 청송군             |                     |
| 김영수 | 민·경북 영덕군             |                     |
| 최태능 | 민·경북 영일군 갑          |                     |
| 박해정 | 민·경북 경산군             |                     |
| 곽태진 | 민·경북 고령군             |                     |
| 이병하 | 민·경북 문경군             | 낙천 후 무소속 당선 |
| 김영삼 | 민·경남 부산시 서구 갑     |                     |
| 박찬현 | 민·경남 부산시 부산진구 을 |                     |
| 김명수 | 민·경남 부산시 동래구      |                     |
| 최천   | 민·경남 충무시             |                     |
| 한종건 | 민·경남 함안군             |                     |
| 최원호 | 민·경남 김해군 갑          |                     |
| 정헌주 | 민·경남 사천군             |                     |
| 이상신 | 민·경남 합천군 갑          | 낙천 후 무소속 당선 |
| 고담룡 | 민·제주 제주시             |                     |

| 이름   | 당선자                     | 비고                |
| ------ | -------------------------- | ------------------- |
| 한통숙 | 참·서울 1부                |                     |
| 고희동 | 참·서울 2부                |                     |
| 정낙필 | 참·경기 1부                |                     |
| 김병로 | 참·강원 2부                |                     |
| 박기운 | 참·충북 1부                |                     |
| 심종석 | 참·충남 1부                |                     |
| 이범승 | 참·충남1부                 |                     |
| 강택수 | 참·전북 1부                |                     |
| 최희송 | 참·경북 1부                |                     |
| 오위영 | 참·경남 1부                |                     |
| 주요한 | 민·서울 중구 갑            |                     |
| 정일형 | 민·서울 중구 을            |                     |
| 김상돈 | 민·서울 마포구             |                     |
| 김원만 | 민·서울 용산구 을          |                     |
| 윤명운 | 민·서울 영등포구 갑        |                     |
| 김훈   | 민·경기 인천시 병          |                     |
| 김영구 | 민·경기 포천군             |                     |
| 홍익표 | 민·경기 가평군             |                     |
| 천세기 | 민·경기 양평군             |                     |
| 박주운 | 민·경기 여주군             |                     |
| 김윤식 | 민·경기 용인군             |                     |
| 박상묵 | 민·경기 화성군 갑          | 낙천 후 무소속 당선 |
| 계광순 | 민·강원 춘천시             |                     |
| 박충모 | 민·강원 원주시             |                     |
| 김명윤 | 민·강원 강릉시             |                     |
| 양덕인 | 민·강원 횡성군             |                     |
| 황학성 | 민·강원 철원군             | 낙천 후 무소속 당선 |
| 신기복 | 민·강원 김화군             |                     |
| 김준섭 | 민·강원 화천군             |                     |
| 김재순 | 민·강원 양구군             |                     |
| 함종빈 | 민·강원 양앙군             |                     |
| 최경식 | 민·강원 삼척군             |                     |
| 김기철 | 민·충북 충주시             |                     |
| 이태용 | 민·충북 제천군             |                     |
| 성태경 | 민·충남 연기군             |                     |
| 김학준 | 민·충남 공주군 을          |                     |
| 이석기 | 민·충남 부여군 갑          |                     |
| 김영선 | 민·충남 보령군             |                     |
| 이상철 | 민·충남 청양군             |                     |
| 성원경 | 민·충남 예산군             |                     |
| 장경순 | 민·충남 서산군 갑          | 낙천 후 무소속 당선 |
| 이규영 | 민·충남 다인군 갑          |                     |
| 성기선 | 민·충남 아산군             |                     |
| 이철승 | 민·전북 전주시 을          |                     |
| 이정원 | 민·전북 완주군 갑          |                     |
| 배성기 | 민·전북 완주군 을          |                     |
| 신현돈 | 민·전북 무주군             |                     |
| 윤정구 | 민·전북 남원군 을          |                     |
| 홍영기 | 민·전북 순창군             |                     |
| 송을상 | 민·전북 부안군             |                     |
| 김문옥 | 민·전남 목포시             | 낙천 후 무소속 당선 |
| 조연하 | 민·전남 승주군             |                     |
| 박민기 | 민·전남 화순군             |                     |
| 양병일 | 민·전남 강진군             |                     |
| 주도윤 | 민·전남 무안군 병          |                     |
| 김선태 | 민·전남 완도군             |                     |
| 서동진 | 민·경북 대구시 갑          |                     |
| 임문석 | 민·경북 대구시 병          |                     |
| 조재천 | 민·경북 대구시 정          |                     |
| 조일환 | 민·경북 대구시 무          |                     |
| 오정국 | 민·경북 경주시             |                     |
| 우홍구 | 민·경북 의성군 을          |                     |
| 황한수 | 민·경북 월성군 을          |                     |
| 조헌수 | 민·경북 영천군 갑          |                     |
| 김준태 | 민·경북 청도군             |                     |
| 주병환 | 민·경북 성주군             |                     |
| 홍정표 | 민·경북 상주군 갑          |                     |
| 현석호 | 민·경북 예천군             |                     |
| 황호영 | 민·경북 영주군             |                     |
| 김응주 | 민·경남 부산시 중구        |                     |
| 최성욱 | 민·경남 부산시 영도구 갑   |                     |
| 이종린 | 민·경남 부산시 동구 을     |                     |
| 이종남 | 민·경남 부산시 부산진구 갑 |                     |
| 정남규 | 민·경남 마산시             |                     |
| 김용진 | 민·경남 진주시             |                     |
| 김병진 | 민·경남 진해시             |                     |
| 황남팔 | 민·경남 진양군             |                     |
| 강봉용 | 민·경남 의령군             |                     |
| 최영근 | 민·경남 울산군 갑          |                     |
| 이양호 | 민·경남 창원군 갑          |                     |
| 윤병한 | 민·경남 거제군             | 낙천 후 무소속 당선 |
| 정준현 | 민·경남 함양군             |                     |
| 신중하 | 민·경남 거창군             |                     |
| 정길영 | 민·경남 합천군 을          | 낙천 후 무소속 당선 |
| 홍문중 | 민·제주 북제주군           | 낙천 후 무소속 당선 |

## 지도부

### 23인위원회
구파는 분당 운동 초 20인위원회가 이끌다가, 8월 6일 당선자 대회를 기점으로 23인위원회 체제로 개편했다. 23인위는 국회의장단, 대통령, 총리 등의 선거에서 구파의 후보 결정 및 선거 전략에 대한 권한을 당선자 대회로부터 위임 받았으며, 분당 및 신당 창당의 준비를 이끌었다.
| 이름   | 지역구                 |
| ------ | ---------------------- |
| 김산   | 민·서울 서대문구 을    |
| 민관식 | 민·서울 동대문구 갑    |
| 홍길선 | 민·경기 수원시         |
| 강영훈 | 민·경기 양주군 갑      |
| 신인우 | 민·강원 정선군         |
| 정순응 | 참·강원 1부            |
| 신각휴 | 민·충북6 옥천군        |
| 이민우 | 민·충북 청주시         |
| 윤담   | 민·충남 논산군 을      |
| 이상돈 | 민·충남 천안군 을      |
| 양일동 | 민·전북 옥구군         |
| 윤제술 | 민·전북 김제군 을      |
| 조영규 | 민·전남 영광군         |
| 유옥우 | 민·전남 무안군 을      |
| 권중돈 | 민·경북 영천군 을      |
| 박해정 | 민·경북 경산군         |
| 정헌주 | 민·경남 사천군         |
| 김영삼 | 민·경남 부산시 서구 갑 |
| 고담룡 | 민·제주시              |
| 유진산 | 민·전북 금산군         |
| 소선규 | 참·전북 1부            |
| 이정래 | 민·전남 보성군         |
| 서범석 | 민·서울 성북구         |

### 13인위원회
신파는 13인위원회가 이끌었다.
| 이름   | 지역구            |
| ------ | ----------------- |
| 김상돈 | 민·서울 마포구    |
| 홍익표 | 민·경기 가평군    |
| 이상철 | 민·충남 청양군    |
| 이철승 | 민·전북 전주시 을 |
| 양병일 | 민·전남 강진군    |
| 조재천 | 민·경북 대구시 정 |
| 김용진 | 민·경남 진주시    |
| 계광순 | 민·강원 춘천시    |
| 오위영 | 참·경남 1부       |
| 한통숙 | 참·서울 1부       |
| 이태용 | 민·충북 제천군    |
| 현석호 | 민·경북 예천군    |
| 정일형 | 민·서울 중구 을   |

## 장면 내각
23인위원회는 윤보선계와 김도연계가 치열하게 대결한 끝에 윤보선을 대통령, 김도연을 총리로 하기로 합의했다. 13인위원회는 곽상훈을 대통령, 장면을 총리로 하는 안, 아예 제3의 인물을 대통령으로 뽑는 안 등 여러 가지 안을 고민한 끝에 파벌 균형 원칙에 따라 윤보선을 대통령, 장면을 총리로 지지하기로 했다. 이에 23인위원회 내에서는 신파의 책략에 말려들지 않기 위해 김도연을 대통령, 윤보선을 총리로 찍어야 한다는 이야기가 나왔으나, 결국 원래대로 가기로 했다. 이후 양파의 지지를 받은 윤보선은 무난히 대통령에 선출됐으나, 윤보선 대통령이 총리로 김도연을 지명하자 다시금 두 파벌이 치열하게 대결하게 되었다. 그 결과 김도연 총리 인준안은 간발의 차로 부결됐고, 윤 대통령은 어쩔 수 없이 장면을 지명한다. 장면의 인준안이 통과되어, 장면이 새 정부의 수반이 되었다. 이때만 해도 장면 총리는 내각에 적어도 구파 의원 5명을 입각시킬 것을 약속하는 등, 구파를 품으려는 행보를 보였으나, 신파 내부의 반발로 정헌주 의원 딱 1명만 입각시키며 다시 계파 갈등이 악화됐다.

## 신민당 창당
구파는 8월 31일 구파동지회를 원내 교섭단체로 등록시켰고, 9월 22일 신당 창당을 공식 선언했다. 23일엔 신파가 단독으로 민주당으로 교섭단체를 등록해, 사실상 민주당은 분당됐다. 11월 8일, 구파는 발기준비대회를 열고 당명을 신민당으로 확정지었으며, 11월 15일에 국무원 사무처에 정식으로 등록했다. 1960년 지방선거에 참여한 신민당은 이듬해인 1961년 2월 20일 결당 대회를 개최하고 신민당 창당을 선포했다. 신민당은 창당과 함께 국회의원 79명을 보유한 제1야당이 되었다. 신민당은 5·16 군사 정변이 일어나기 전까지 존속했다.